# 赵陟
赵陟（518年—565年1月10日），字拔拔，神武郡神武县（今山西省朔州市）人，东魏、西魏、北周官员。

## 生平
赵陟的家族原本是燕代一带的人，在北魏和平年间迁徙到武川。赵陟虚龄十岁的时候，遇到北魏北方大乱，流落到并州肆州一带。虚龄十七岁的时候，赵陟成为高欢的账内亲信。天平四年（537年）十月，赵陟在沙苑之战中被西魏俘虏。因为赵陟年少谨慎笃厚，懂得书写算数，特别擅长骑马射箭，宇文泰从东魏俘虏中挑选可以任用的人，将赵陟选拔为亲信。等到章武公宇文导率领军队前往陇右，赵陟出任帅都督、兼领左右亲信，加辅国将军，跟随宇文导前往。大统十六年（550年），赵陟加平东将军、帅都督。同年，宇文泰东征，留宇文导在咸阳率领军队镇守关中，赵陟也跟随宇文导驻守咸阳，加大都督。赵陟处理事务小心谨慎，日夜都不懈怠，宇文导账内大小官员都对他十分喜爱。赵陟因为受到信任，获赐姓宇文氏。宇文导去世后，赵陟侍奉天水公宇文广，因为统帅士兵受到称赞，升任使持节、车骑大将军、仪同三司，同年率领一千多骑兵与突厥可汗在凉州汇合，攻破吐谷浑的树敦城，赵陟因功封京川县开国子，食邑五百户。北周初年，大冢宰、晋国公宇文护执政，赵陟被征召率领部下前往京城，兼任宇文护帐下亲信。武成二年（560年），赵陟加开府。保定五年（565年），赵陟封太平县开国公，食邑一千户。保定五年十二月四日（566年1月10日），赵陟在长安去世，虚岁四十八，朝廷追赠河渭秦三州诸军事、秦州刺史，十二月廿四日（566年1月30日）葬于石安北原。

## 家庭

### 祖父
- 赵内干，北魏镇军统[1]

### 父亲
- 赵兴洛，北魏镇军统[1]